# Jungle Cruise (Film)
Jungle Cruise ist ein Film von Jaume Collet-Serra, der am 30. Juli 2021 in die US-amerikanischen Kinos kam und auf Disney+ erhältlich ist. Der Titel des Films ist an eine Disneyland-Vergnügungsparkattraktion angelehnt, an die auch die Handlung des Films erinnern soll.

## Handlung
1916 in London. Während des Ersten Weltkriegs stiehlt die Wissenschaftlerin Lily Houghton eine kürzlich geborgene Pfeilspitze. Sie glaubt, dass sie mit dieser die „Tränen des Mondes“ finden kann, Blüten eines legendären Baumes mit wundersam heilenden Kräften wie denen eines Jungbrunnens, die die moderne Medizin revolutionieren könnte. Dieser soll sich inmitten des Dschungels am Amazonas befinden. Unzählige Entdecker haben im Laufe der Jahrhunderte versucht, ihn zu finden, darunter spanische Konquistadoren.
Mit ihrem Assistenten und Bruder MacGregor in Brasilien angekommen, mieten Lily und MacGregor ein Flussboot, dessen Kapitän Frank Wolff sie mit dem ramponierten Gefährt, dem er den Namen „La Quilla“ gegeben hat, auf der Suche im Gebiet des Amazonas begleiten und führen soll.

## Produktion

### Filmtitel und Stab

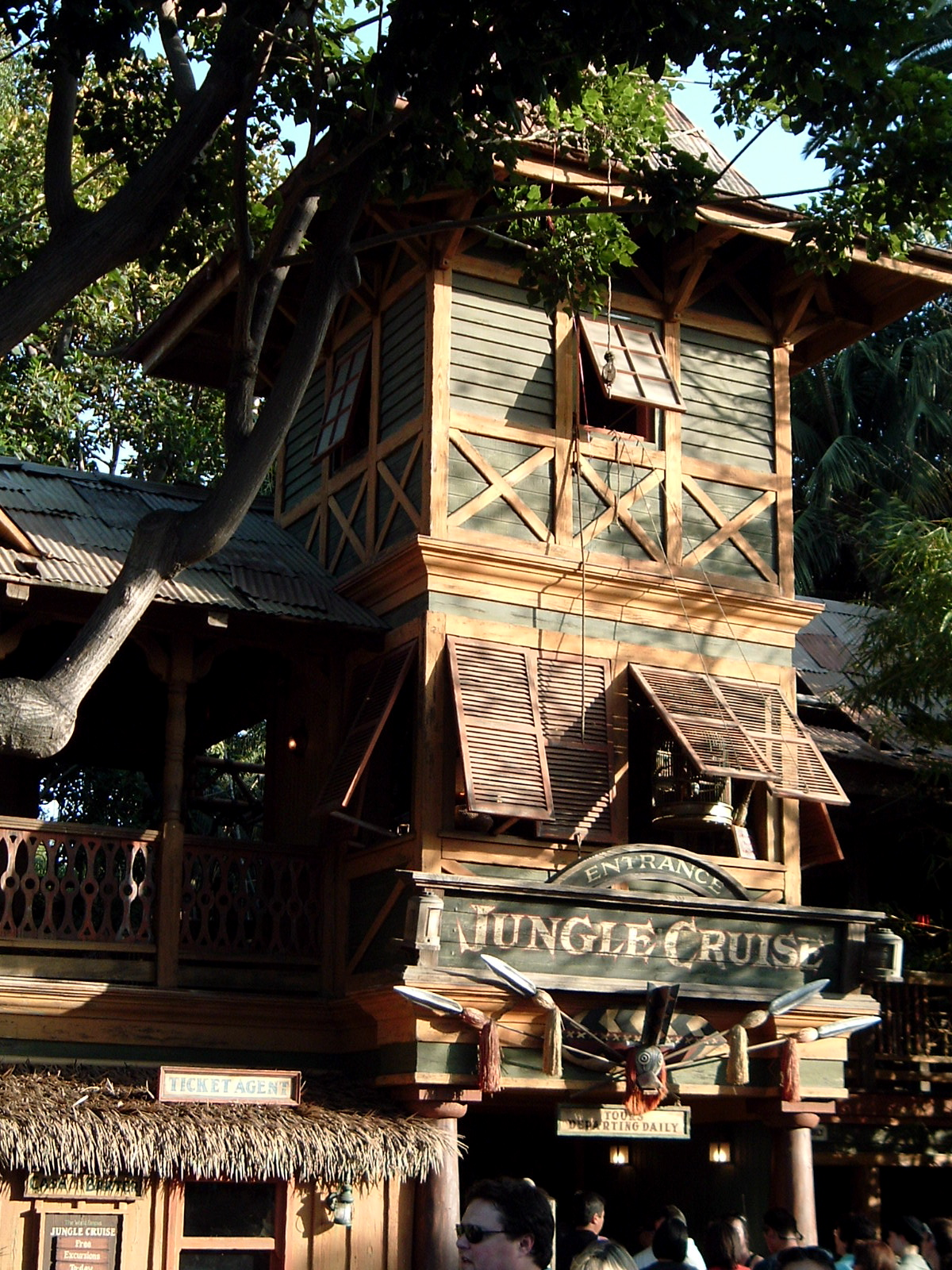
Handlungsort und Filmtitel beziehen sich auf die Disney-Themenparkattraktion „Jungle Cruise“

Das titelgebende Jungle Cruise ist eine Attraktion in den Adventurelands in vielen Disney-Parks, einschließlich Disneyland, Magic Kingdom und Tokyo Disneyland. In Hong Kong Disneyland heißt die Attraktion Jungle River Cruise. Disneyland Paris und Shanghai Disneyland sind die einzigen Disney-Parks im Magic-Kingdom-Stil, in denen die Jungle Cruise nicht zu finden ist. Die Attraktion simuliert eine Bootsfahrt auf mehreren großen Flüssen Asiens, Afrikas und Südamerikas. Die Handlung des Films nimmt lose Bezug auf die Attraktion.
Im September 2006 wurde die Produktion von Jungle Cruise angekündigt, entwickelt von Mandeville Films mit einem Drehbuch von Alfred Gough und Miles Millar. Im Februar 2011 wurde bekannt, dass Tom Hanks und Tim Allen beteiligt sind und das Drehbuch nun von Roger S. H. Schulman geschrieben wird.

### Besetzung und Dreharbeiten
Im Juni 2018 wurde die Besetzung mit dem spanischen Schauspieler Quim Gutierrez bekannt, Anfang August 2018 die von Peter Luis Zimmerman. Jungle Cruise soll der erste Disney-Film mit einem offen schwulen Charakter sein, dargestellt von Jack Whitehall. Vielfach wurde die im August 2018 bekanntgewordene Besetzung kritisiert, weil der Schauspieler heterosexuell ist. Emily Blunt spielt im Film Lily Houghton, Jack Whitehall ihren Bruder McGregor Houghton. In weiteren Rollen sind Romualdo Castillo, Tom Holowach und Édgar Ramírez zu sehen.
Die Dreharbeiten wurden am 14. Mai 2018 auf Hawaii begonnen und im September 2018 beendet. Der Arbeitstitel des Films war Elixer.

### Synchronisation
Die deutsche Synchronisation entstand nach einem Dialogbuch und der Dialogregie von Marius Clarén im Auftrag der FFS Film- & Fernseh-Synchron, Berlin.
| Darsteller      | Synchronsprecher   | Rolle                      |
| --------------- | ------------------ | -------------------------- |
| Dwayne Johnson  | Ingo Albrecht      | Frank Wolff                |
| Emily Blunt     | Bianca Krahl       | Lily Houghton              |
| Édgar Ramírez   | Nico Mamone        | Aguirre                    |
| Jack Whitehall  | Tobias Nath        | McGregor Houghton          |
| Jesse Plemons   | Nico Sablik        | Prinz Joachim              |
| Paul Giamatti   | Lutz Schnell       | Nilo Nemolato              |
| Veronica Falcón | Iris Artajo        | Trader Sam                 |
| Dani Rovira     | Thaddäus Meilinger | Sancho                     |
| Andy Nyman      | Sascha Rotermund   | Sir James Hobbs-Coddington |

### Filmmusik, Marketing und Veröffentlichung
Die Filmmusik komponierte James Newton Howard. Das Soundtrack-Album mit insgesamt 27 Musikstücken soll am 30. Juli 2021 von Walt Disney Records als Download veröffentlicht werden.
Im Oktober 2019 wurde ein erster Trailer vorgestellt. Ursprünglich sollte der Film am 23. Juli 2020 in die deutschen und am darauffolgenden Tag in die US-amerikanischen Kinos kommen. Aufgrund der COVID-19-Pandemie wurde der US-Starttermin jedoch um ein Jahr auf den 30. Juli 2021 verschoben. Die Weltpremiere erfolgte bereits am 24. Juli 2021 im Disneyland Resort in Anaheim.

## Rezeption

### Kritiken
Die Kritiken fielen gemischt aus.
Owen Gleiberman von Variety beschreibt das Sehvergnügen, als würde man sich eine romantische Komödie ansehen, während man mit einem Virtual-Reality-Headset in einer Achterbahn fährt. Jungle Cruise sei gleichzeitig eine Liebesgeschichte, ein Actionfilm, ein Märchen im Stil von Fluch der Karibik und damit auch ein Film, der fragt, was an guter, altmodischer Weltflucht falsch sein kann.

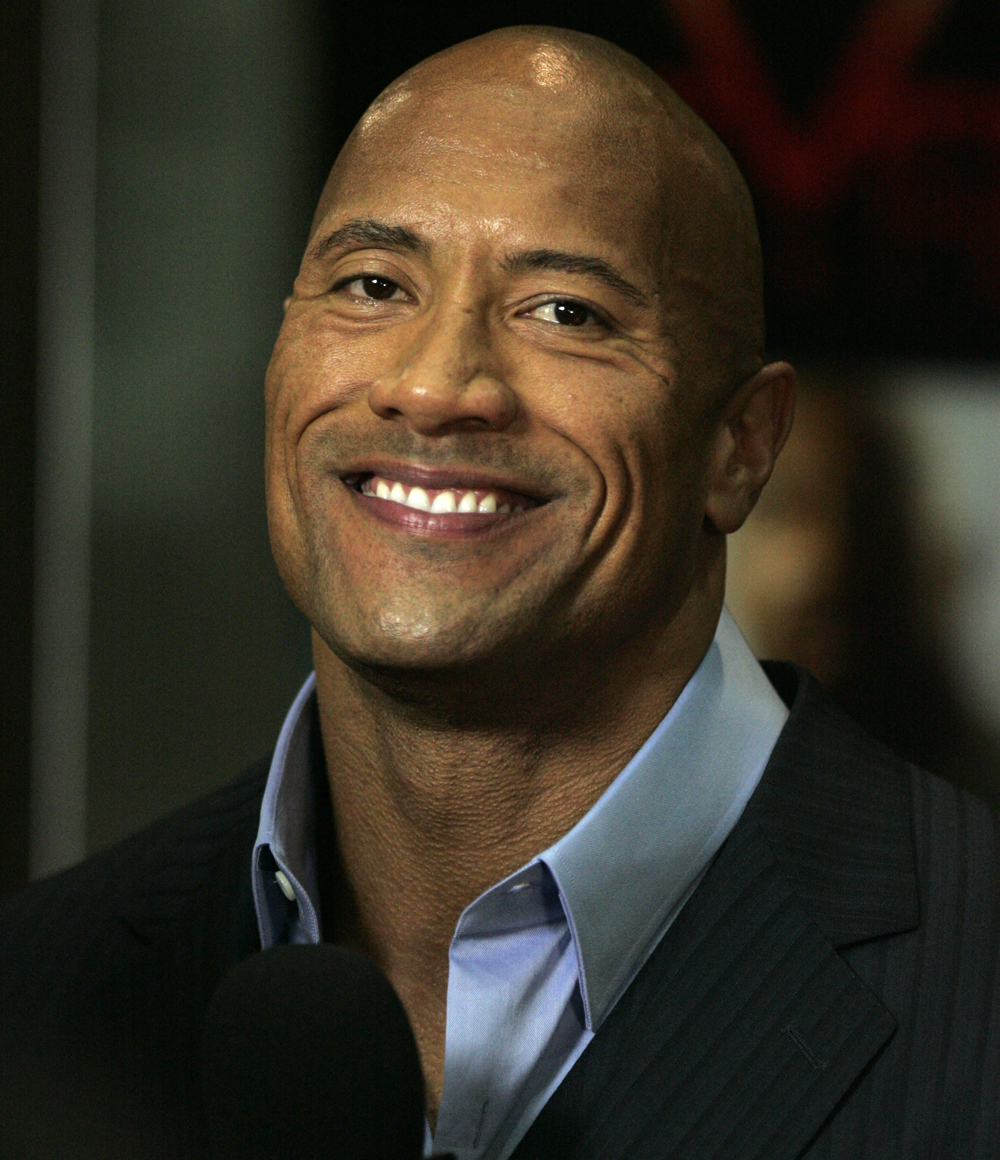
Dwayne Johnson spielt Frank Wolff

Die Filmkritikerin Antje Wessels findet die Animationen oft zu matschig, das haptische Spektakel in Jungle Cruise überzeuge hingegen. Die Kostüme seien liebevoll gestaltet und strotzten vor Charakter und die realen Sets weitläufig und detailverliebt. So sei der Film trotz Ähnlichkeiten kein reiner Pirates-of-the-Caribbean-Abklatsch, sondern ein Abenteuer, das auf eigenen Füßen steht. Jungle Cruise könne wahrlich nicht mit seinem Spektakel locken, wohl aber mit einem heroischen, neckischen Duo, das so viel Spaß miteinander hat, dass man es lieben muss und wiedersehen will.
David Rooney von The Hollywood Reporter beschreibt sowohl Frank als auch Lily als gut gezeichnete Charaktere, was einem Disney-Film dienlich sei, allerdings fehle eine überlebensgroße Persönlichkeit wie Johnny Depps Jack Sparrow. Rooney bemerkt auch die Verschwendung talentierter Schauspieler wie Jesse Plemons, Paul Giamatti und Édgar Ramírez im Film, letzterer für eine undankbare Rolle, in der er durch CG-Exzesse unkenntlich gemacht wurde.

### Einspielergebnis
Die weltweiten Einnahmen des Films aus Kinovorführungen belaufen sich auf rund 220,9 Millionen US-Dollar. In Deutschland verzeichnet der Film 260.350 Besucher.

### Auszeichnungen
People’s Choice Awards 2021
- Nominierung als Filmkomödie des Jahres
- Auszeichnung als männlicher Filmstar des Jahres (Dwayne Johnson)
- Auszeichnung als Comedy Movie Star of the Year (Dwayne Johnson)
- Nominierung als Comedy Movie Star of the Year (Emily Blunt)[23][24]

VES Awards 2022
- Nominierung in der Kategorie Animierter Charakter in einem fotorealistischen Spielfilm (Aguirre)
- Nominierung in der Kategorie Created Environment in a Photoreal Feature (Waterfall Canyon)
- Auszeichnung in der Kategorie Special Effects in a Photoreal Project[25][26]

## Fortsetzung
Disney plant eine Fortsetzung des Films, bei der Dwayne Johnson als Captain und Emily Blunt als Abenteurerin in den Hauptrollen zurückkehren sollen, ebenso wie Regisseur Jaume Collet-Serra.